# Таклобан
Таклобан (вар. Siyudad han Tacloban, таг. Lungsod ng Tacloban, себ. Dakbayan sa Tacloban) је лучки град на Филипинима. Налази се око 580 km југоисточно од Маниле. Таклобан је административно средиште покрајине Лејте и регионални центар Источних Висаја. 
Град је страдао од тајфуна више пута током своје историје. Веома велику штету је нанео тајфунм Хајијен 2013.

## Становништво
| 1939.  | 1948.  | 1960.  | 1970.  | 1975.  | 1980.   | 1990.   | 1995.   | 2000.   | 2007.   | 2010.   | 2015.   |
| ------ | ------ | ------ | ------ | ------ | ------- | ------- | ------- | ------- | ------- | ------- | ------- |
| 31.233 | 45.421 | 53.551 | 76.531 | 80.707 | 102.523 | 136.891 | 167.310 | 178.639 | 217.199 | 221.174 | 242.089 |

## Партнерски градови
- Фукујама